# Anaktuvuk Pass
Anaktuvuk Pass és una població dels Estats Units a l'estat d'Alaska. Segons el cens del 2007 tenia 249 habitants.

## Demografia
Segons el cens del 2000, Anaktuvuk Pass tenia 282 habitants, 84 habitatges, i 57 famílies La densitat de població era de 22,5 habitants/km².
Dels 84 habitatges en un 44% hi vivien nens de menys de 18 anys, en un 40,5% hi vivien parelles casades, en un 15,5% dones solteres, i en un 32,1% no eren unitats familiars. En el 28,6% dels habitatges hi vivien persones soles el 3,6% de les quals corresponia a persones de 65 anys o més que vivien soles. El nombre mitjà de persones vivint en cada habitatge era de 3,36 i el nombre mitjà de persones que vivien en cada família era de 4,26.
Per edats la població es repartia de la següent manera: un 38,7% tenia menys de 18 anys, un 10,6% entre 18 i 24, un 28,4% entre 25 i 44, un 17,4% de 45 a 60 i un 5% 65 anys o més.
L'edat mediana era de 26 anys. Per cada 100 dones hi havia 107,4 homes. Per cada 100 dones de 18 o més anys hi havia 121,8 homes.
La renda mediana per habitatge era de 52.500 $ i la renda mediana per família de 56.250 $. Els homes tenien una renda mediana de 42.500 $ mentre que les dones 32.250 $. La renda per capita de la població era de 15.283 $. Aproximadament el 3,2% de les famílies i el 4,4% de la població estaven per davall del llindar de pobresa.

## Poblacions més properes
El següent diagrama mostra les poblacions més properes.